# بوبي ميرفي
بوبي ميرفي (بالإنجليزية: Bobby Murphy)‏ هو شخصية أعمال أمريكي، ولد في 1 أبريل 1989 في مانيلا في الفلبين.